# Våra älskade allsånger
Våra Älskade Allsånger är en dubbel cd med klassiska allsångslåtar på svenska, utgiven 2009. Skivan kallas även Våra Mest Älskade Allsånger.

## Låtlista

### CD 1
1. Sommar på Liseberg - Lotta Engberg (03:03)
2. En gång jag seglar i hamn - Stig Olin (02:46)
3. Man ska leva för varandra - Trio me' Bumba (02:46)
4. Trettiofyran - Per Myrberg (02:22)
5. Jag vill ha en egen måne - Ted Gärdestad (03:19)
6. Jag vill vara din Margareta - Sten & Stanley (03:40)
7. Min älskling du är som en ros - Evert Taube (02:44)
8. Idas sommarvisa - Small Town Singers (02:26)
9. Dagny - Lalla Hansson (03:32)
10. Drömmen om Elin - Tommy Körberg (02:28)
11. En sjöman älskar havets våg - Harry Brandelius (02:57)
12. Ta mig till havet - Peter Lundblad (04:30)
13. Fröken Fräken - Thore Skogman (02:56)
14. Änglamark - Sven-Bertil Taube (01:58)
15. Det gåtfulla folket - Olle Adolphson (03:28)
16. De' ä' dans på Brännö brygga - Lasse Dahlquist (03:17)
17. Visa vid vindens ängar - Håkan Hellström (05:12)
18. Dansen går på Svinnsta Skär - Sigge Fürst (02:43)
19. En kväll i juni - Lasse Berghagen (02:51)
20. I Roslagens famn - Sven-Bertil Taube (03:16)

### CD 2
1. Tiotusen röda rosor - Thore Skogman (02:51)
2. De' ä' grabben me choklad i - Lars Lönndahl (02:48)
3. Båtlåt - Robert Broberg (02:22)
4. Med en enkel tulipan - Harry Brandelius (02:51)
5. Sommaren är kort - Tomas Ledin (03:03)
6. Sommartider - Gyllene Tider (03:19)
7. Jag har bott vid en landsväg - Edvard Persson (02:38)
8. Jag ska måla hela världen lilla mamma - Flamingokvintetten (02:56)
9. Fritiof och Carmencita - Jacob Hellman (03:05)
10. Oh boy, oh boy, oh boy! - Lasse Dahlquist (02:51)
11. Du borde köpa dig en tyrolerhatt (Ich kauf’ mir lieber einen Tirolerhut) - Östen Warnerbring (03:36)
12. Sånt är livet (You Can Have Her) - Lotta Engbergs (03:02)
13. I natt jag drömde något som (Last Night I Had the Strangest Dream) - Hep Stars (02:21)
14. Jag tror på sommaren - Mats Olin (03:28)
15. Nordsjön - Harry Brandelius (02:58)
16. Michelangelo - Björn Skifs (03:16)
17. Sjung och le - Olle Bergman (02:34)
18. Maj på Malö - Evert Taube (03:39)
19. Köppäbä-visan - Bengt Pegefelt (02:32)
20. Stockholm i mitt hjärta - Lasse Berghagen (04:09)